# Gary Waite
Pour les articles homonymes, voir Waite.
Gary Waite, né le 9 septembre 1966 à Québec, est un joueur professionnel de squash représentant le Canada. Il atteint le 12e rang mondial en janvier 1993, son meilleur classement. Il est champion du Canada à quatre reprises entre 1989 et 1995. Il est intronisé au temple de la renommée du squash des États-Unis en 2015.

## Biographie
Il est médaille d'or en individuel et d'or par équipe aux Jeux panaméricains de 1995.

## Palmarès

### Titres
- Windy City Open : 1994
- Championnats du Canada : 4 titres (1989, 1992, 1993, 1995)

### Finales
- Championnats du monde par équipes : 1997